# حوض سنگی سیل باغ گل گل
حوض سنگی سیل باغ گل گل مربوط به دوره صفوی است و در شهرستان پل‌دختر، بخش مرکزی، دهستان ملاوی، غرب روستای باغ گل گل واقع شده و این اثر در تاریخ ۲۲ آبان ۱۳۸۶ با شمارهٔ ثبت ۲۰۱۲۶ به‌عنوان یکی از آثار ملی ایران به ثبت رسیده است.